# Призрачна сила
„Призрачна сила“ или „Гоуст Форс“ (на английски: GhostForce) е френски компютърно анимиран сериал. Копродукция е между Zag Animation, Method Animation, Disney Channel EMEA, Toei Animation, SAMG Animation, и PGS Entertainment. Премиерата на сериала се излъчва в световен мащаб през август 2021 г. Сериалът е лицензиран от Дисни в Съединените щати, който е излъчен първият сезон по Disney Channel.
Сериалът съдържа един сезон с 56 епизода, 52 11-минутни епизода и 4 22-минутни епизода.

## В България
В България сериалът е излъчен за първи път през 2022 г. по Disney Channel. Преведен е като „Гоустфорс“.